# نوريو هانيو
نوريو هانيو (باليابانية: 波立 紀夫) (14 يناير 1972 في كاناغاوا في اليابان – )؛ هو لاعب كرة قدم سابق كان يلعب كمدافع.